# قائمة الفنانين الكويتيين
القائمة التالية من الفنانين الكويتيين (مرتبة هجائيًا بحسب اسم العائلة) تضم فنانين من مختلف الأنماط، وهم بارزون إما وُلدوا في الكويت، أو من أصول كويتية، أو ينتجون أعمالًا تتمحور أساسًا حول الكويت.

## روّاد الفن التشكيلي الكويتي
- خليفة القطان (1934–2003): أول فنان كويتي يُقيم معرضاً فردياً في الكويت، وهو رائد الحركة الفنية الحديثة في البلاد.[1]
- باسل القاضي (مواليد 1938): رسام كويتي معاصر مقيم في لندن، معروف بأعماله التجريدية التي تعكس التأثيرات العالمية.[2][3]
- شروق أمين (مواليد 1967): فنانة تشكيلية وشاعرة، تثير أعمالها الجريئة قضايا اجتماعية وجندرية عبر مزيج من الرمزية والسريالية.[4]

## أبرز الفنانات التشكيليات والمبدعات الكويتيات
- ثريا الباقسامي (مواليد 1952): فنانة تشكيلية وكاتبة معروفة بأسلوبها السردي البصري الذي يمزج التراث الكويتي بالحداثة الفنية.[5][6]
- نجود بودي (1972–2010): مصممة أزياء ورائدة أعمال، أحدثت ثورة في مجال الموضة الكويتية بلمستها الإبداعية.[7]
- سوزان بشناق (مواليد 1963): فنانة تشكيلية تتميز أعمالها بالتركيب العميق بين الرمزية والتجريد.[8]
- آلاء يونس (مواليد 1974): فنانة بصرية كويتية تعتمد على البحث تعمل في الرسم والقيام بدور القيّم الفني وتقيم حالياً في عمّان،الأردن.[9]

## أبرز الفنانين التشكيليين الكويتيين
- معجب الدوسري (1922–1956): رسام ومصور بورتريه ويُعتبر من رواد الفن التشكيلي الكويتي.[10]
- طارق الغصين (1962–2022): فنان بصري متعدد التخصصات، متخصص في التصوير الفوتوغرافي للطبيعة والفن الأدائي واشتهر بأعماله في فن البورتريه الذاتي.
- سامي محمد (مواليد 1943): نحات معروف متخصص في الأعمال البرونزية.[11]
- زاهد سلطان:   فنان بصري بريطاني متعدد التخصصات من أصول كويتية هندية.[12]